# Cophanta
Cophanta là một chi bướm đêm thuộc họ Noctuidae.

## Các loài
- Cophanta funestalis Walker, 1864
- Cophanta occidentalis Hampson, 1910